# Bruno Dilley
Bruno Dilley (Gumbinnen, Alemanha 29 de agosto de 1913 - 31 de agosto de 1968) foi um piloto de Stuka durante a Segunda Guerra Mundial tendo pilotado em mais de 700 missões de combate.

## História
A princípio iniciou a carreira militar como cadete do Exército Alemão na escola de oficiais de Potsdam e ao concluir o seu treinamento foi transferido para a Luftwaffe, tendo então a patente de Leutnant. Terminou o seu treinamento para piloto e foi promovido a Oberleutnant no dia 1 de Junho de 1938, quando este foi designado para ser Staffelkapitän do 3/St.G 1, na época equipada com o então moderno Junkers Ju87 Stuka.
Com o início da Segunda Guerra Mundial, Dilley realizou a sua primeira missão no conflito quando decolou numa formação de Stukas para atacar uma ponte situada em Dirschau. Após permanecerem um tempo na Campanha Polonesa, o seu Staffel foi enviado para participar da invasão da Noruega, sendo ferido por fogo inimigo de uma bateria antiaérea num ataque ocorrido no dia 1 de Maio de 1940. Permaneceu algum tempo afastado dos combates, retornando a tempo de participar da parte final da Batalha da França em 14 de Junho de 1940. Depois, participou na Batalha da Inglaterra mas o seu Staffel sofreu pesadas baixas diante das aeronaves da RAF e os Stukas utilizados foram transferidos para outras regiões. Dilley foi então enviado para participar das operações do Mediterrâneo, onde realizou várias ataques contra a base britânica situada em Malta e contra os comboios aliados.
Em seguida participou da invasão dos Balcãs e no dia 7 de abril de 1941, o então Hauptmann Dilley e o seu Bordfunker, o Oberfeldwebel Ernst Kather, foram abatidos pelo fogo antiaéreo e foram obrigados a fazer um pouso forçado, mas, para a sorte deles, alcançam as linhas alemãs após alguns dias. Durante a Operação Barbarossa, Dilley atuou em várias missões contra os soviéticos mas foi retirado do fronte para se tornar instrutor de voo na Fliegerschule Wertheim (Escola de Voo de Wertheim). Após passar um tempo fora dos combates, retornou para o fronte russo no mês de janeiro de 1942, servindo na servindo na Sturzkampfgeschwader 2 Immelmann. Mas para a infelicidade de Dilley, ele foi abatido mais uma vez numa missão sobre a localidade de Staraja/Rússia, foi obrigado a pousar atrás das linhas inimigas, e o seu Bord-funker, Ernst Kather, não resistiu e veio a falecer. Dilley passou três dias isolado atrás das linhas soviéticas até conseguir fazer contato com as forças alemãs em Demjansk.
Após ter concluído a sua 325 missão de combate, Bruno Dilley foi condecorado com a Cruz de Cavaleiro da Cruz de Ferro no dia 4 ou 8 de junho de 1942. Os combates na frente russa acabaram se tornando cada vez mais perigosos e a sua sorte não havia mudado muito, sendo abatido mais três vezes no inverno de 1942/43, mas conseguiu sempre voltar para as linhas alemãs. Foi condecorado com a Cruz de Cavaleiro da Cruz de Ferro com Folhas de Carvalho, em  8 de janeiro de 1943, após completar mais de 600 missões de combate, tornando-se o 174º soldado da Wehrmacht receber esta condecoração de Hitler.
No mês de outubro de 1943, quando já havia pilotado em mais de 700 missões de combate, o Major Dilley deixou pela última vez a frente de batalha, sendo indicado Kommandeur da Fliegerschule localizada em Metz, onde ficou até o fim da guerra.

## Pós-Guerra
No ano de 1956, Dilley retornou ao serviço militar, sendo incorporado na Bundesluftwaffe em 1 de Agosto de 1956 com a patente de Oberstleutnant. Em 1961 foi designado Kommandeur der Flugzeugführerschule A (Comandante da Escola de Pilotos A), localizada em Landsberg, onde foi responsável pelo treinamento em aviões a jato. Mais tarde serviu como Kommandeur do Distrito Militar de Reutlingen.
Bruno Dilley, veio a falecer no dia 31 de agosto de 1968, na antiga Alemanha Ocidental, estando com 55 anos de idade.

## Condecorações
| Cruz de Ferro 2ª Classe             | 20 de Setembro de 1939       |
| Cruz de Ferro 1ª Classe             | 5 de Maio de 1940            |
| Cruz Germânica em Ouro              | 15 ou 19 de Dezembro de 1941 |
| Medaglie al Valore Militare Argento | 1941                         |
| Cruz de Cavaleiro da Cruz de Ferro  | 4 de Junho de 1942           |
| Folhas de Carvalho                  | 8 de Janeiro de 1943         |
| Ehrenpokale                         |                              |